# 安厄里亞島

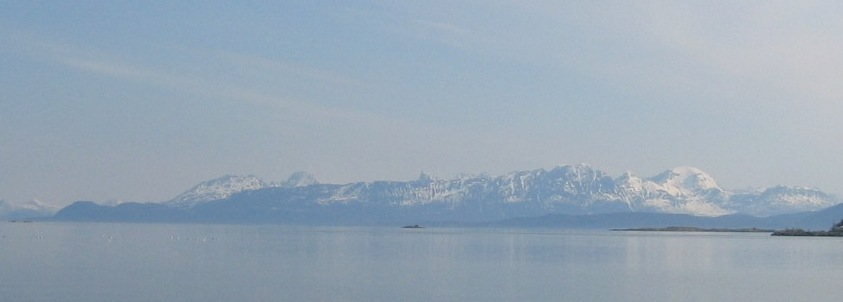

安厄里亞島是挪威的島嶼，位於該國北部大西洋海域，由特羅姆斯郡負責管轄，面積135平方公里，最高點海拔高度1,277米，島上人口約650。

## 外部連結
- Andørja Adventures （页面存档备份，存于） （德文）